# بردالي
بردالي (بالصومالية: Berdaale)‏ هي إحدى بلدات محافظة باي جنوب الصومال، وتتبع إداريا لولاية جنوب غرب الصومال. وهي مركز مقاطعة بردالي.
في 4 مايو 2020، شهدت بلدة بردالي حادث تحطم طائرة أفريكان إكسبريس [الإنجليزية] وكانت القوات الإثيوبية قد أرسلت طائرة مستأجرة تحمل إمدادات طبية وناموسيات، وإمدادات أخرى لمواجهة فايروس كورونا، وكان الهدف إسقاط الإمدادت جوا دون الهبوط خوفًا من هجوم انتحاري.

## شخصيات ملحوظة
- محمد إبراهيم حابسدي

## روابط خارجية
- بردالي